# Războiul Ruso-Turc (1768–1774)

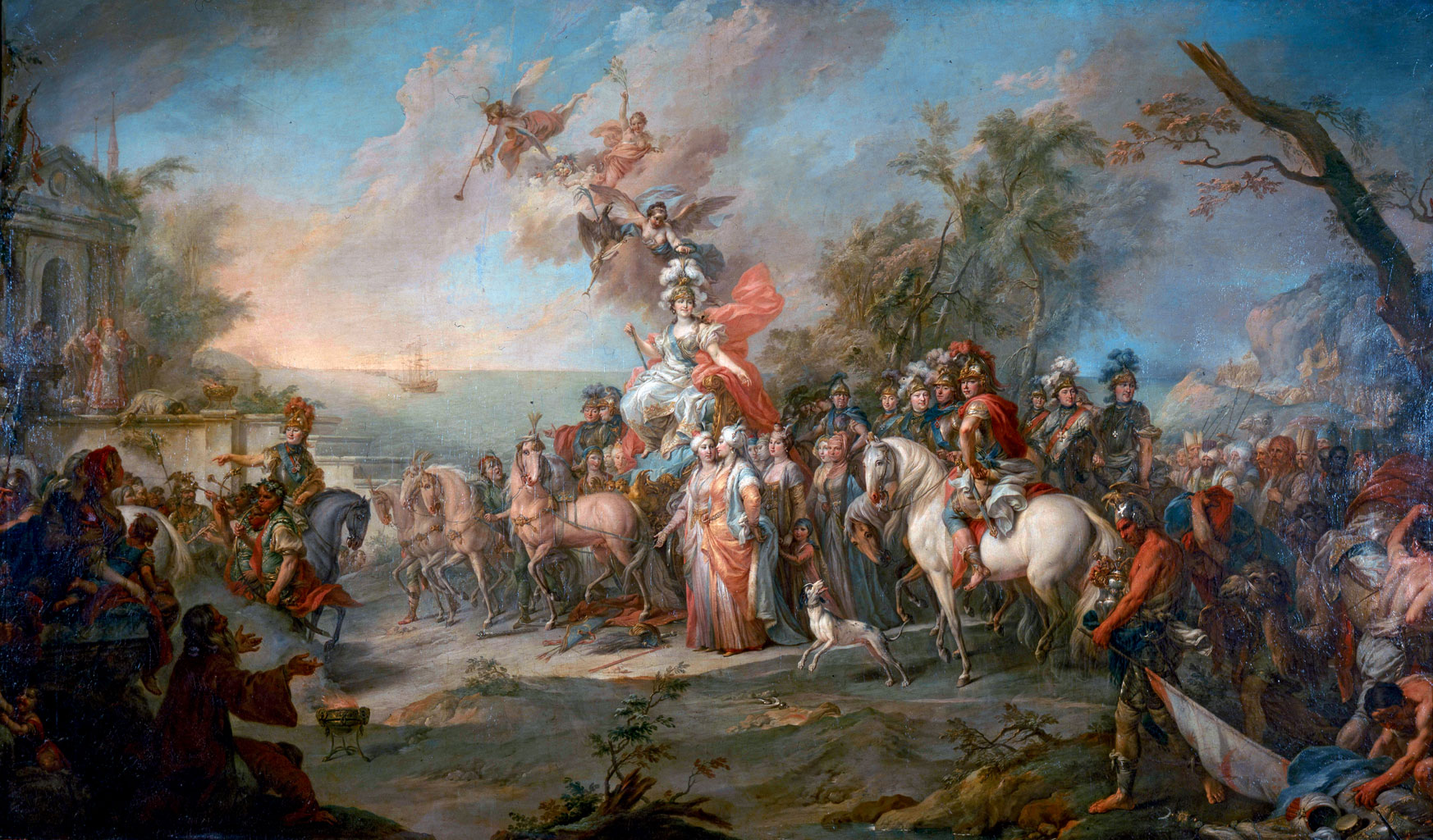
Războiul Ruso-Turc (1768–1774)

Războiul Ruso-Turc din 1768–1774, numit și al V-lea Război Ruso-Turc, a izbucnit în urma luptei nobililor polonezi contra protectoratului rus din timpul țarinei Ecaterina cea Mare. Acest amestec în Polonia a determinat Imperiul Otoman să declare război Rusiei. Pretextul războiului a fost alăturarea unui regiment de cazaci trupelor ruse care au intrat în Polonia. Turcii au învinuit cazacii de masacrul făcut în rândul populației din Balta, Ucraina de astăzi. Sultanul otoman Mustafa al III-lea declară la 25 septembrie 1768 război Rusiei. Turcii contau pe o alianță a Confedrației poloneze de la Bar. Rusia era sprijinită în război de Marea Britanie, iar Frederic cel Mare al Prusiei oferă ajutor în schimbul împărțirii Poloniei.
Confederația poloneză este înfrântă de generalul rus Alexandr Suvorov, care se întoarce apoi în ajutorul feldmareșalului Piotr Rumianțev-Sadunaiski care suferea pierderi mari împotriva trupelor otomane. În ianuarie 1769, o armată turco-tătară de 70.000 de oameni condusă de hanul din Crimeea Kirim Girey a pătruns adânc în frontul din centrul Ucrainei. Tătarii din Crimeea, turcii și nogaiii au înrobit un număr semnificativ de oameni. Raidul lor a fost respins cu succes de garnizoana Cetății Sf. Elisabeta.
Situația pe frontul ruso-otoman se schimbă în favoarea rușilor, în urma intrării în luptă a trupelor aliate ruso-prusace sub comanda prințului Alexei Orlov. Înfrângerea trupelor otomane a urmat în Ucraina, Siria, Egipt și la bătălia navală de la Çeșme (1770). La data de 21 iulie 1774 Turcia și Rusia semnează tratatul de pace de la Kuciuk-Kainargi (astăzi, satul Kainardja din Dobrogea de Sud, în Bulgaria). Conform articolului XVI al tratatului, Rusia cedează Turciei cetatea Tighinei iar Muntenia, Moldova inclusiv Basarabia trec din nou sub suzeranitate turcească. În schimb, Hanatul Crimeii devine independent, nu mai este vasal porții otomane iar Rusia primește o despăgubire de război de 4,5 milioane de ruble și două porturi importante la Marea Neagră.
Ca urmare a tratatului de pace, în aprilie 1775 a avut loc la Constantinopol o convenție turco-austriacă prin care Bucovina trece sub conducere habsburgică, în ciuda protestelor vehemente ale domnului Moldovei Grigore al III-lea Ghica. În 1790 Bucovina a fost alipită Galiției iar după 1867 aceasta rămâne parte a Imperiului Austro-Ungar până în 1918